# Over Load
「Over Load」（オーヴァー・ロード）は、2009年5月13日に発売された中島美嘉の28作目のシングル。

## 概要
- タイトルについては、本人曰く「頭文字を取って“OL”になる言葉を探したんです。『Over Load』という言葉には“詰め込みすぎる／頑張りすぎる”という意味があるので、ピッタリだと思って。」[1]

## 収録曲
（全作詞：中島美嘉）
1. Over Load
  - 作曲：森元康介／編曲：大川カズト
  - ユニリーバ・ジャパン「リプトン リモーネ」CMソング
2. No Answer
  - 作曲：竹本健一／編曲：田中義人
3. Over Load（Hidefumi Kenmochi Remix）
4. Over Load（Instrumental）
5. No Answer（Instrumental）

## 収録アルバム
- STAR (#1,2)
- DEARS (#1)
- 〜Healing Collection〜 RELAXIN' (#3)